# Agalychnis annae
La rana azul (Agalychnis annae) es una especie de anfibio anuro perteneciente a la familia Hylidae endémica de Costa Rica. Esta rana mide de 6 a 7 cm de longitud, ojos amarillos, verde trasero, vientre naranja, y una raya azul a lo largo de ambos lados. Como otras ranas de árbol, posee patas palmeadas y dedos del pie de succión que le permiten subir árboles y seguir por superficies resbaladizas. Como todos los miembros en su género, es nocturna y sexualmente las hembras son más grandes (dimorfa). Su piel se cambia a un más verde más oscuro en la oscuridad. Su dieta es insectívora principalmente grillos.
- Hábitat: es nativa de Costa Rica y vive en bosques húmedos, así como selvas tropicales. Era común tanto en el Parque Tapan ti Nacional como en la Reserva de Bosque de Nube de Monteverde, ahora vive cerca de corrientes contaminadas en San José y sus suburbios.

- Estado demográfico: desde 1990 la especie está en la Lista de Especies en Vías de Extinción y sigue disminuyendo.

La enfermedad fúngica quitridiomicosis, la pérdida de hábitat, la contaminación, la están extinguiendo.